# Julianne Sitch
Julianne Sitch (* 18. September 1983 in Oswego, Illinois) ist eine ehemalige US-amerikanische Fußballspielerin, die zuletzt in der Saison 2014 bei den Chicago Red Stars in der National Women’s Soccer League unter Vertrag stand.

## Karriere
Sitch begann ihre Profikarriere im Jahr 2006 beim schwedischen Verein Bälinge IF, ehe sie die beiden folgenden Jahre bei dem unterklassigen Teams Chicago Gaels und FC Indiana in der W-League auflief. Für die Premierensaison der WPS schloss sie sich dem Sky Blue FC an und verbrachte im Anschluss den Herbst 2009 beim australischen Team Melbourne Victory. Zur Saison 2010 kehrte Sitch wieder in die WPS zurück und schloss sich den Chicago Red Stars an. Anfang 2011 wechselte sie nach dem Rückzug der Red Stars aus der WPS kurzzeitig zu den Western New York Flash, spielte die Saison letztlich aber im Aufgebot des Ligakonkurrenten Atlanta Beat. Nachdem Sitch in Atlanta nur zu zwei Saisoneinsätzen gekommen war, kehrte sie Anfang 2012 nach Chicago zurück und schloss sich erneut den Red Stars an, die mittlerweile in der WPSL Elite antraten. Im gleichen Jahr spielte sie zudem für einige Monate beim schwedischen Zweitligisten Hammarby IF und führte die Mannschaft als Kapitänin zum Aufstieg in die Damallsvenskan.
Anfang 2013 wurde Sitch von der neugegründeten NWSL-Franchise Chicagos verpflichtet. Ihr Ligadebüt gab sie am 27. April 2013 gegen den Portland Thorns FC, ihren ersten Treffer in der NWSL erzielte sie am 28. Juli des gleichen Jahres, ebenfalls gegen Portland. Am 31. Juli 2014 wurde sie von ihrer Franchise freigestellt und gab Ende März 2015 ihr Karriereende bekannt.